# Sound Juicer
Sound juicer是一種在Linux及其它Unix-Like等作業系統平台上可將CD音軌轉檔的軟體，能透過GStreamer的外掛程式來進行各種音效編碼。可轉換包括mp3（需經由LAME支援）、Ogg、FLAC、及PCM等不同格式。
Sound juicer屬於開放原始碼及自由軟體。在2.10版本時被編收為GNOME桌面環境裡應用程式之一，並於2.12版中加上可播放音樂CD的功能。
使用Sound juicer來轉檔CD專輯時；Sound juicer本身可透過網路連結到音樂專輯資料網站「MusicBrainz」來下載該專輯的相關歌曲資訊。

## 外部連結
- （英文）Sound juicer開發者Ross Burton的個人網站
- （英文）Sound Juicer的線上說明文件（页面存档备份，存于）
- （英文）Sound juicer下載音樂專輯資料用的網站MusicBrainz（页面存档备份，存于）